# Amanita porphyria
Amanita porphyria, conocida con el nombre común de amanita purpúrea, es un hongo basidiomiceto del orden Agaricales. Es una especie poco abundante, que habita en suelos ácidos y pobres en nutrientes de bosques de coníferas. Su cuerpo fructífero brota desde mediados de verano a mediados de otoño. En crudo, esta seta es venenosa, y debido a su olor y sabor desagradables no tiene valor como comestible. Morfológicamente es muy similar a Amanita citrina, exceptuando su color.

## Descripción
La seta de Amanita porphyria posee un sombrero de entre 4 y 8 centímetros de diámetro, pudiendo ocasionalmente llegar a los 11, de color pardo con tonos purpúreos o grises. Tiene menos carne que el de otras especies de Amanita, tiene un borde liso y, en ejemplares jóvenes, tiene forma de campana, que pasa a ser aplanada conforme madura el esporocarpo. La cutícula del sombrero tiene el fibrillas radiales y un brillo satinado y a menudo está cubierto de restos de la volva, de color grisáceo y textura membranosa. Tiene láminas libres y de color blanco, del mismo color que la esporada. El pie puede alcanzar los 9 centímetros de largo y 1 centímetro de diámetro, y puede presentar color blanquecino o un color parecido al del sombrero. En ocasiones tiene un dibujo cebrado parecido al de la Amanita phalloides. La seta luce un anillo muy delgado, de color blancuzco o gris violáceo claro. La base del pie es bulbosa, y tiene un reborde abultado muy similar al de Amanita citrina. Su carne es blanca con tonalidades violeta en la zona justo debajo de la cutícula del sombrero.

## Posibilidades de confusión
Tiene un olor parecido al de la patata y un sabor parecido al del rábano, aspectos en los que coincide con la Amanita citrina. Sin embargo, el bulbo con borde y el anillo liso, junto al cebreado del estipe y el olor a patata sólo coinciden en esta especie, por lo que no cabe confusión.